# Literary Hall
Literary Hall est un édifice en briques du milieu du XIXe siècle, situé à Romney, en Virginie-Occidentale, à l’angle de North High Street (route 28) et West Main Street (route 50). Construit entre 1869 et 1870 par la Romney Literary Society, il abrite une bibliothèque et un musée.
Fondée en 1819, la Romney Literary Society est la première organisation littéraire en Virginie-Occidentale et l’une des premières aux États-Unis. En 1846, elle fait ériger un bâtiment pour le Romney Classical Institute et sa bibliothèque. Ces institutions prospèrent et s’affirment jusqu’au déclenchement de la guerre de Sécession en 1861.
Durant la guerre, la bibliothèque de la société subit le pillage des troupes de l’Union, qui dispersent ou détruisent une grande partie de ses 3 000 ouvrages. Réorganisée en 1869, la société entreprend la construction de l’édifice actuel au centre de Romney. En 1870, elle cède son campus du Romney Classical Institute aux écoles pour sourds et aveugles de Virginie-Occidentale et achève Literary Hall, où elle restaure sa collection et reprend ses activités littéraires.
La dernière assemblée de la Romney Literary Society se tient en 1886 dans ce bâtiment. De 1886 à 1973, il accueille la loge Clinton des francs-maçons ainsi que l’Ordre de l'étoile orientale. En 1973, Ralph Haines, avocat réputé de Romney, acquiert l’édifice qu’il transforme en bureau juridique et musée. Par ailleurs, de 1937 au début des années 1940, Literary Hall abrite une bibliothèque communautaire. Le 29 mai 1979, il intègre le Registre national des lieux historiques.

## Localisation
Literary Hall occupe une parcelle urbaine d’environ 0,40 hectare au centre-ville de Romney, à l’angle de North High Street et West Main Street,,. Il fait face à l’est au palais de justice du comté de Hampshire, situé de l’autre côté de North High Street, tandis que l’église méthodiste unie First United Methodist Church jouxte son côté nord. L’Old National Building s’élève immédiatement au sud, en traversant West Main Street. Le bâtiment s’élève à 250 mètres d’altitude.

## Histoire

### Emplacement
Le terrain sur lequel s’élève Literary Hall appartient à l’origine à la Northern Neck Proprietary, une concession foncière octroyée en 1649 par Charles II, alors en exil, à sept de ses fidèles durant l'interrègne anglais,,. Après la Restauration de 1660, Charles II, reconduit sur le trône d'Angleterre, confirme et révise à plusieurs reprises cette concession entre 1662 et 1672, au bénéfice notamment de Thomas Colepeper et de Henry Bennet. En 1681, Bennet cède sa part à Colepeper qui, en 1688, obtient une nouvelle charte couvrant l’intégralité de la propriété des mains de Jacques II,,. La Northern Neck Proprietary revient en 1719 à Thomas Fairfax, héritier de Katherine, fille de Colepeper,,.
Literary Hall s’implante sur le « lot 56 », à l’ouest immédiat de la place publique de Romney. En 1790, les autorités locales confient à John Mitchel la réalisation d’un plan cadastral de la ville,. Ce dernier s’appuie sur un relevé antérieur commandé par Fairfax avant l’incorporation officielle de Romney, le 23 décembre 1762. Le 30 juin 1790, Mitchel soumet un plan divisant la ville en 100 lots égaux, dont quatre, bordant le palais de justice, forment la place publique.

### Romney Literary Society
Fondée le 30 janvier 1819 par neuf notables de Romney, la Romney Literary Society, qui édifie Literary Hall entre 1869 et 1870,,, constitue la première organisation littéraire en Virginie-Occidentale et l’une des premières aux États-Unis,,. Sa constitution adoptée le 4 février 1819 officialise son appellation, « Polemic Society of Romney »,,. Dès sa création, la société lance sa bibliothèque avec deux ouvrages et voit sa collection s’étoffer pour compter près de 3 000 volumes en 1861, couvrant la littérature, les sciences, l’histoire et les arts,,.

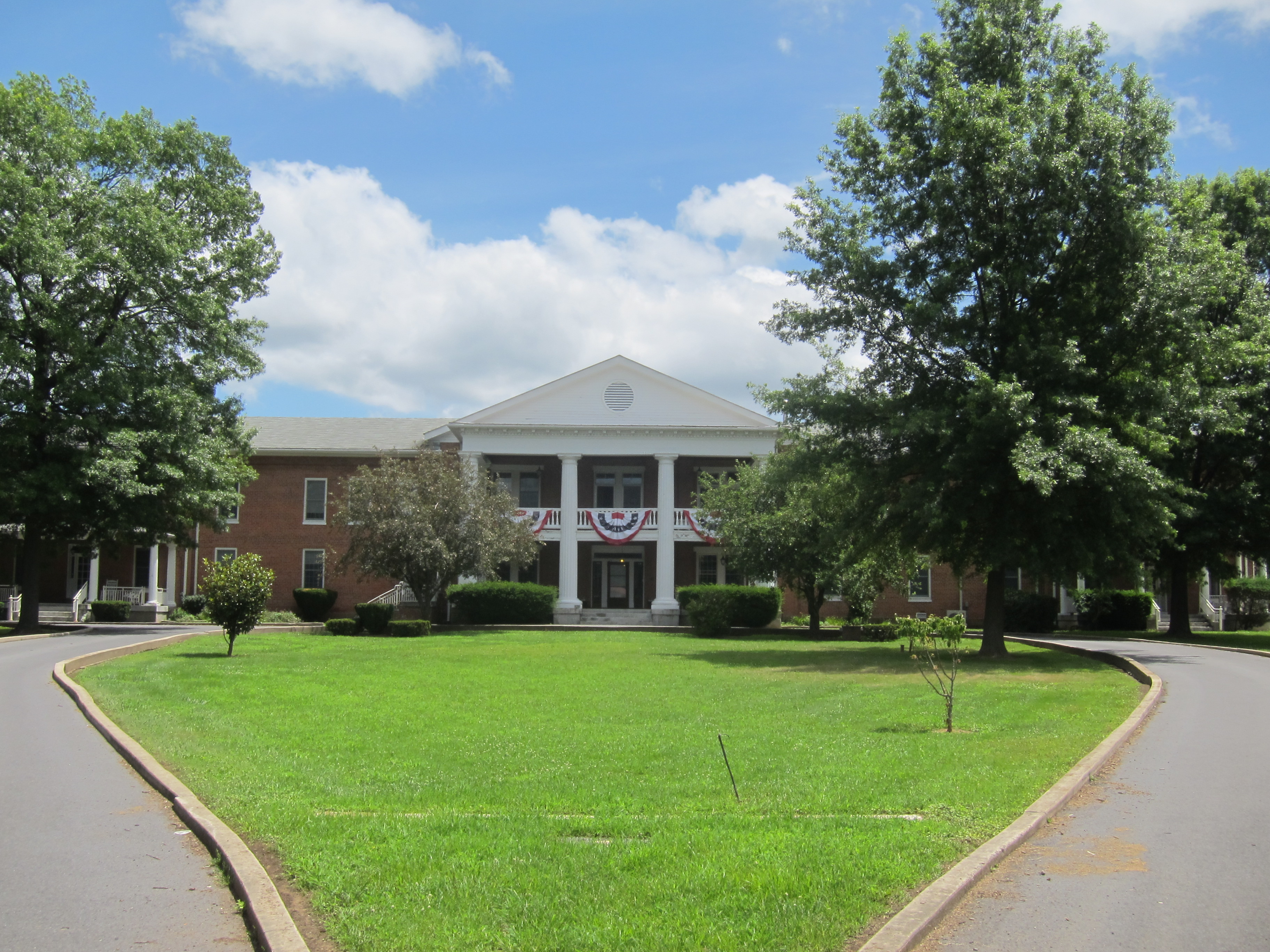
Le bâtiment administratif des écoles pour sourds et aveugles de Virginie-Occidentale comprend en son cœur l’ancienne bibliothèque du Romney Classical Institute ainsi que celle de la Romney Literary Society.

Le Romney Literary Society lance une initiative pour fonder une institution consacrée à l’enseignement supérieur de la jeunesse locale,,. En 1820, elle introduit l’enseignement des langues classiques à la Romney Academy, qui devient ainsi la première école d’enseignement supérieur de l’Eastern Panhandle,,. En 1846, la société fait édifier un nouveau bâtiment destiné au Romney Classical Institute et à sa bibliothèque, placés sous sa tutelle,,.
La société et l’institut connaissent un essor notable jusqu’au début de la guerre de Sécession en 1861,,. Nombre de ses membres s’engagent alors dans l’Armée des États confédérés et trouvent la mort au combat. La bibliothèque est pillée par les forces de l’Union, et la majeure partie de ses 3 000 volumes est dispersée ou détruite,,. Après la guerre, seuls 400 ouvrages sont récupérés, dont 200 seulement demeurent accessibles,,.
La Romney Literary Society se réorganise le 15 mai 1869,,. Elle fait édifier Literary Hall entre 1869 et 1870 tout en facilitant l’installation des écoles pour sourds et aveugles de Virginie-Occidentale sur l’ancien site du Romney Classical Institute. Cette construction marque la volonté de la société de raviver l’organisation et de reconstituer sa bibliothèque originelle,,. En récupérant des volumes anciens et en acquérant de nouveaux ouvrages, la société rouvre une bibliothèque comptant 700 titres. Entre 1870 et 1880, Literary Hall devient le centre intellectuel de Romney. Le déclin s’amorce néanmoins avec la disparition progressive des membres fondateurs,,. Les réunions se font plus rares et la dernière date du 15 février 1886,,.

### Loge Clinton
La Clinton Lodge of Ancient Free and Accepted Masons (« Loge Clinton des Francs-Maçons Anciens, Libres et Acceptés ») constitue la seconde organisation à investir Literary Hall comme lieu de rassemblement,,. Première loge maçonnique officiellement établie dans le comté de Hampshire, elle figure parmi les plus anciennes de la Virginie-Occidentale contemporaine. Son agrément par la Grande Loge de Virginie remonte au 13 décembre 1825,. La loge traverse quatre périodes d’interruption : la première s’étend de 1838 au 15 décembre 1846, la seconde de 1855 jusqu’à sa réactivation le 3 juillet 1857, la troisième couvre les années de la guerre de Sécession et de la Reconstruction, de 1861 au 11 décembre 1867, enfin la dernière période d’inactivité s’échelonne du 29 novembre 1881 au 12 novembre 1890, date à laquelle elle reprend de nouveau ses activités,.
Achevée en 1870, Literary Hall accueille régulièrement au rez-de-chaussée les réunions des francs-maçons de la loge Clinton, tandis que la Romney Literary Society aménage en bibliothèque l’étage supérieur. Malgré des phases d’inactivité, la loge Clinton et, à partir de juillet 1919, l’Ordre de l'étoile orientale, conservent l’usage du bâtiment comme lieu de rassemblement. Après la dissolution de la Literary Society, les francs-maçons et les membres de l’Étoile orientale y maintiennent leur présence,,. En 1973, l’avocat Ralph Haines acquiert Literary Hall afin de la préserver de la démolition et cède en échange un terrain aux francs-maçons pour y ériger un nouveau temple, au croisement de Washington street et Center street,. Il restaure alors intégralement l’édifice, le rétablit dans son état d’origine, y installe son cabinet et un musée privé,,, avant de transférer plus tard ses bureaux dans un immeuble adjacent. Sous la propriété de Haines, Literary Hall est inscrite au Registre national des lieux historiques, le 29 mai 1979.

### Hampshire County Public Library
En mars 1937, la bibliothèque communautaire de Romney quitte le sous-sol du palais de justice du comté de Hampshire pour s’installer au premier étage de Literary Hall. Fondée le 11 avril 1935 par l’American Legion Auxiliary, elle débute dans une salle du sous-sol, tenue par des bénévoles et ouverte les samedis de 14 à 16 h. Face à l’accroissement de sa collection, mêlant acquisitions et dons, la Clinton Lodge autorise en 1937 son transfert à Literary Hall,,. Cette relocalisation permet l’allongement des horaires,, qui passent progressivement à cinq après-midis hebdomadaires, grâce au soutien de la National Youth Administration et de la Work Projects Administration,.
En janvier 1942, une réunion vise à créer un service de bibliothèque élargi. Le 29 janvier, William Smith O’Brien, secrétaire d’État de la Virginie-Occidentale, délivre la charte qui fonde la Hampshire County Library Association, organisme à but non lucratif,. Après incorporation, la bibliothèque quitte Literary Hall pour s’installer dans deux pièces adjacentes à l’arrière du deuxième étage du palais de justice du comté,. L’association y maintient sa collection jusqu’en 1967, année de l’inauguration, le 28 septembre,, du nouveau bâtiment de la Hampshire County Public Library au 153 West Main Street. Cette construction repose sur un terrain offert par Kate et Mary Davis, engagées dans la restauration de Literary Hall, dont le père, Charles Maurice Davis, a été membre à la fois de la Romney Literary Society et de la Clinton Lodge Masons, deux institutions ayant tenu leurs réunions dans ce même édifice.

## Architecture
L’intérieur et l’extérieur de Literary Hall conservent largement leur état d’origine. Ce bâtiment de deux étages, à la silhouette élancée, associe des éléments des styles fédéral et revival grec à des détails caractéristiques de l'époque victorienne, fréquents dans l’architecture académique de son temps. 

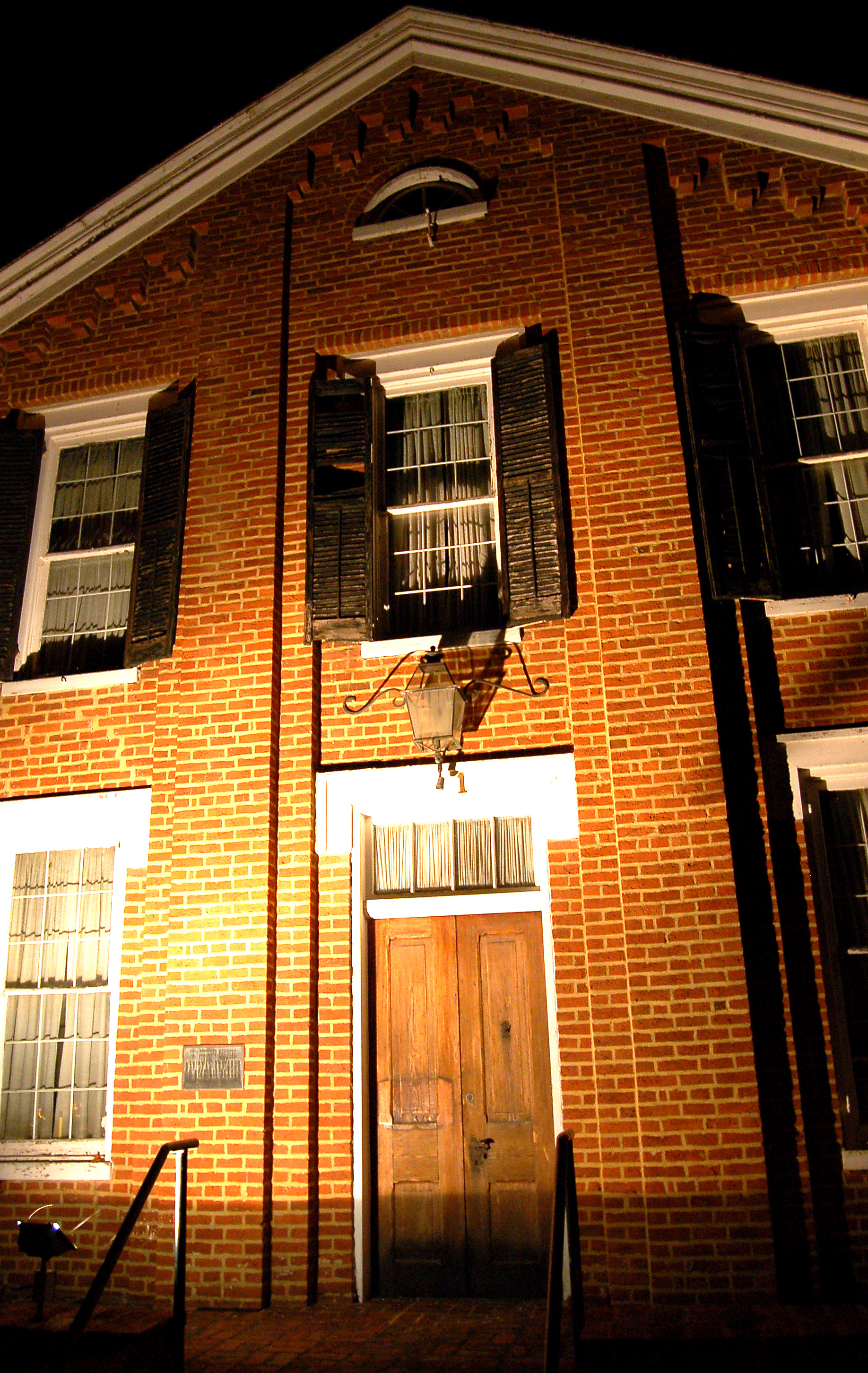
La façade principale de Literary Hall, photographiée de nuit.

S. Allen Chambers qualifie cet édifice d'« anomalie » en raison de ce mariage stylistique unique entre une structure classique et des ornementations victoriennes. Michael J. Pauley, historien de l’architecture au sein de l’Unité de préservation historique de Virginie-Occidentale, considère Literary Hall comme l’un des monuments majeurs de Romney et du comté de Hampshire, symbole de fierté locale qui incarne l’essor de l’éducation et de la littérature dans l’Amérique naissante. Chambers souligne enfin que Literary Hall confère une singularité remarquable à l’intersection principale de Romney, tout en présentant une forte affinité architecturale avec l'église presbytérienne voisine.
Literary Hall se présente comme un édifice rectangulaire de deux étages en briques rouges, surmonté d’un toit à pignon,. Le rez-de-chaussée comprend quatre pièces, tandis que l’étage supérieur abrite une vaste salle de bal. Sa structure symétrique, inspirée des styles fédéral et revival grec, se pare de moulures décoratives et de corbeaux en brique typiques du style victorien,. La façade principale, orientée au sud, s’organise en trois travées, alors que les façades est et ouest en comptent cinq chacune,. Chaque travée accueille une fenêtre à guillotine double en bois, composée de neuf carreaux par vantail. Ces ouvertures s’inscrivent symétriquement dans des panneaux en retrait, soulignés au premier et second étage par des nervures de brique simples, évoquant de faux pilastres qui rythment les murs extérieurs et structurent les travées,. Les fenêtres sont encadrées de volets blancs à persiennes en bois. La maçonnerie s’appuie sur un appareillage en liaison américaine, alternant cinq rangs de briques à plat entre chaque rangée de briques sur chant.
La façade principale s’achève par une corniche en bois sobre et inclinée qui surmonte un pendant décoratif en briques en forme de corbeau. Une imposte en éventail éclaire le grenier depuis le centre du pignon,. Chambers considère cette fenêtre comme le vestige architectural le plus ancien de l'édifice, sans doute inspirée par celle du palais de justice du comté, érigé en 1833 à l’est de Literary Hall. 
Les fenêtres du premier et du second étage ainsi que l’entrée principale sont encadrées de moulures blanches en bois. L’entrée principale s’ouvre sur une imposante porte double en bois, équipée de sa poignée et de ses serrures d’origine, chaque vantail étant composé de quatre panneaux verticaux. Surmontant l’ensemble, une imposte rectangulaire présente quatre vitrages verticaux. À l’extérieur, un large perron en briques, desservi par un chemin en ciment depuis West Main Street, se distingue par ses marches en briques restaurées à la fin des années 1970.
Literary Hall est flanquée de deux cheminées intérieures, placées entre les deuxième et troisième travées des façades est et ouest. L’édifice repose sur un soubassement en grès taillé en blocs réguliers. Son toit à pignon se couvre de plaques de tôle à joints debout.